# Blond en BlauW
Blond en BlauW is het 81ste stripverhaal van De Kiekeboes. De reeks wordt getekend door striptekenaar Merho. Het album verscheen in mei 1999.

## Verhaal
Firmin Van de Kasseien krijgt op een dag bezoek van een zekere Bé De Laer. Zij beweert zijn dochter te zijn uit een kortstondig avontuur met een zekere An De Laer. Ze stelt voor om een DNA-onderzoek te laten uitvoeren in het labo van professor Tsweizaufen, een prominent geneticus, om hierover uitsluitsel te geven. Maar nadat Mario Lijn, de nieuwe blonde vriend van Fanny's vriendin Alanis en werkzaam als laborant in het labo van professor Tsweizaufen, plots verdwijnt, ontdekt Fanny al snel dat er iets fout zit met Bé De Laer. Ze speelt namelijk onder één hoedje met professor Tszweizaufen, met wie ze ook een relatie heeft. Ze chanteren oudere en rijke mannen, door te vertellen dat Bé hun dochter is. Daarna volgt een DNA-test, die door de professor werd vervalst. En iedere keer bleek, ook bij Firmin, dat Bé de dochter was. Mario Lijn had dit ontdekt en zette alle gegevens op een CD-rom, die hij bewaarde in een hoesje van de groep BlauW.

## Achtergrond
In strook 12 zien we een cameo van de Vlaamse presentator Rob Vanoudenhoven. Ten tijde van zijn programma De XII Werken van Vanoudenhoven was Vanoudenhoven naar Merho gegaan om hem te vragen een stripreeks rond hem te maken. Merho besloot het te houden op een klein cameo in dit album.
Professor Tszweizaufen is dan weer een cameo van de Belgische geneticus Jean-Jacques Cassiman.